# Kommunismus und Klassenkampf
Kommunismus und Klassenkampf (KuK) war das theoretische Organ des Kommunistischen Bundes Westdeutschland (KBW), das vom Zentralen Komitee des KBW herausgegeben wurde. KuK erschien von Oktober 1973 bis Dezember 1982, ab dem 5. Jahrgang 1977 monatlich.

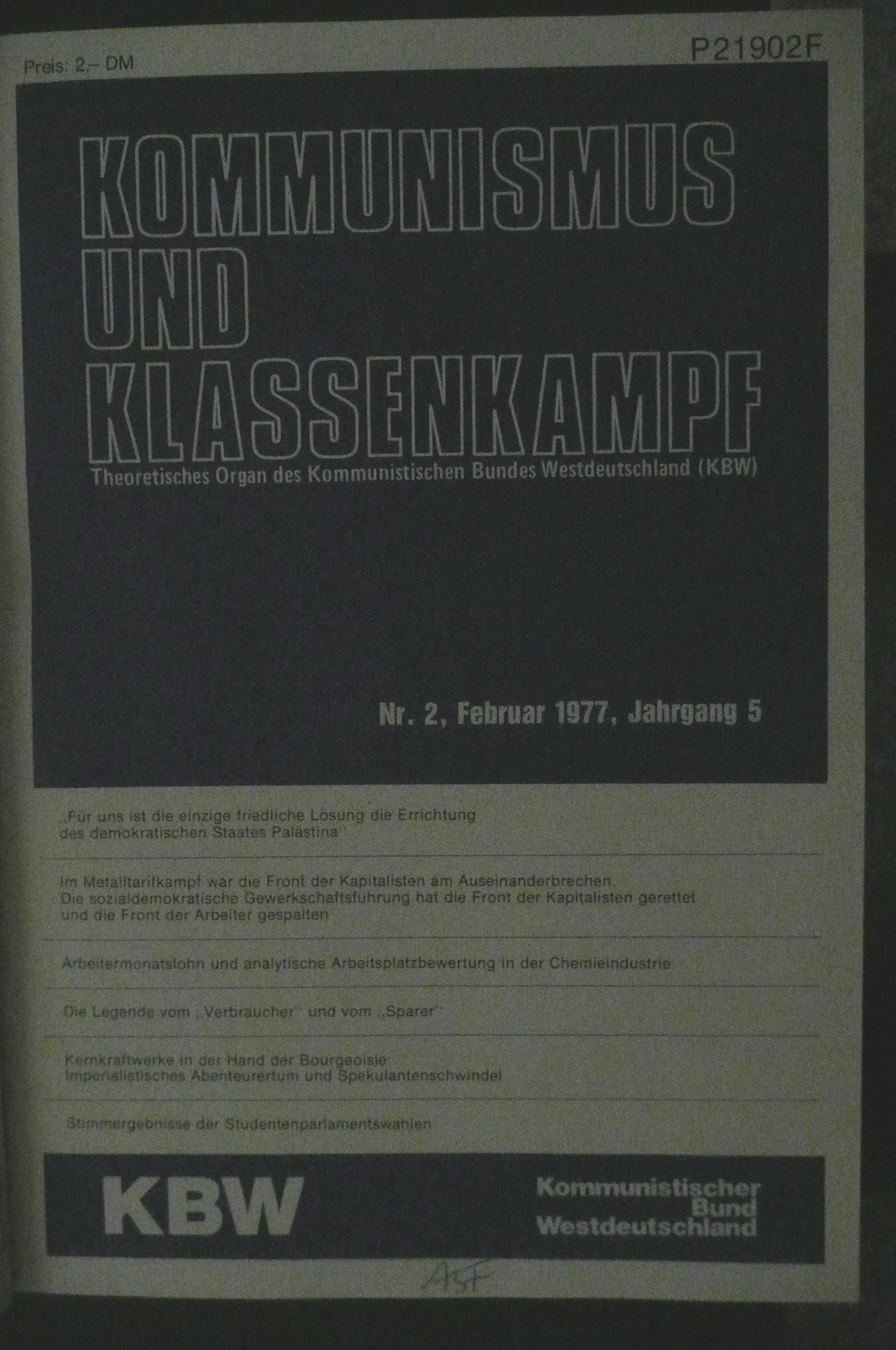
Kommunismus und Klassenkampf, Februar 1977

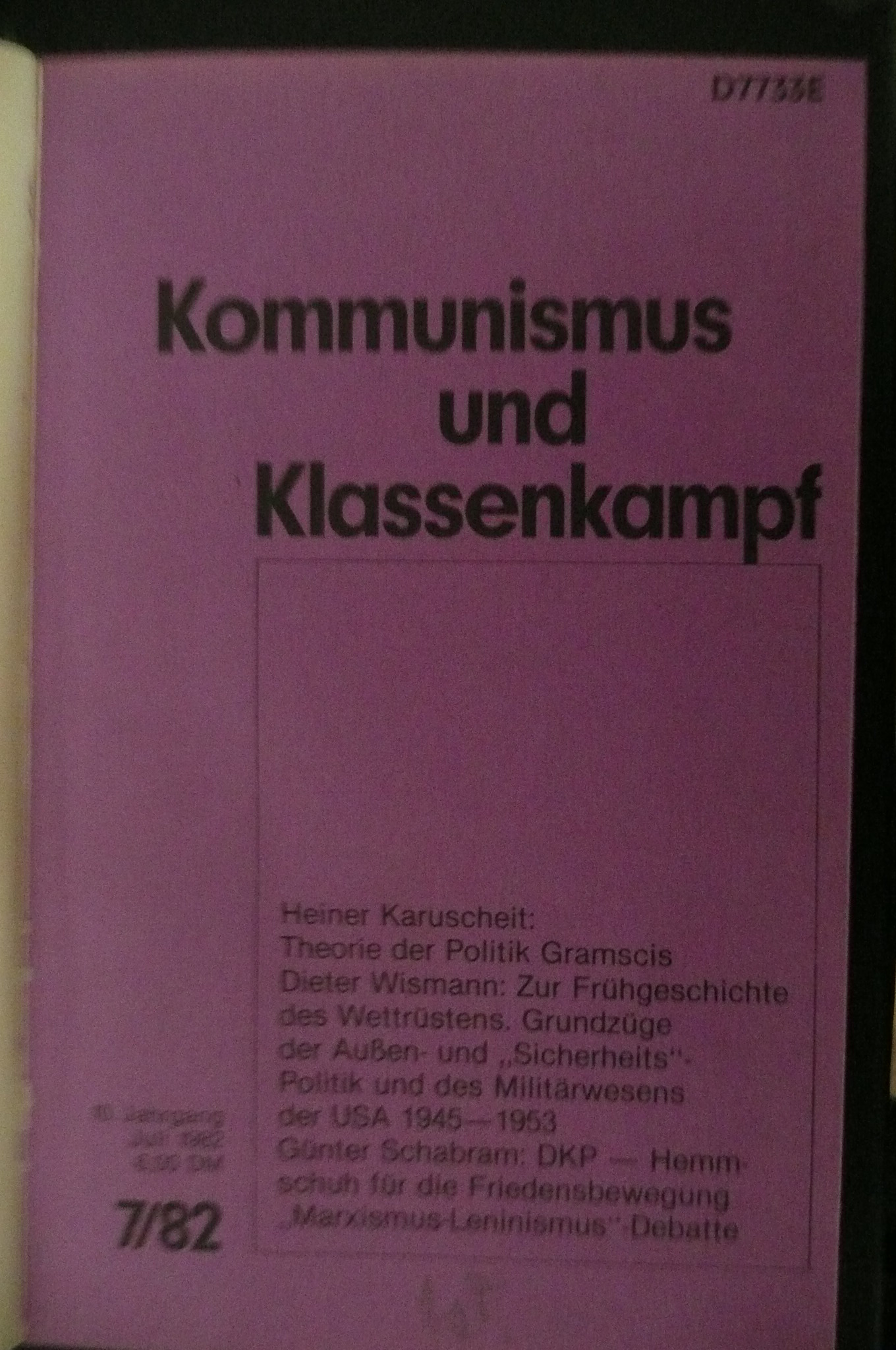
Kommunismus und Klassenkampf, Juli 1982

## Erscheinungsverlauf
Die erste Ausgabe von Kommunismus und Klassenkampf erschien im Oktober 1973, es folgten die Jahrgänge 1974 und 1975 mit vierteljährlichem Erscheinen, einem Heftumfang von bis zu 80 Seiten und einer Auflage von bis zu 15.000 Exemplaren. In diesem theoretischen Organ konnten ausführlichere Aufsätze meistens von KBW-Funktionären erscheinen, für die in der Kommunistischen Volkszeitung (KVZ), dem Zentralorgan des KBW, nicht genügend Platz zur Verfügung stand. Ab dem 4. Jahrgang erschien KuK mit acht Ausgaben jährlich. Der Umfang der Hefte wurde auf 48 Seiten beschränkt und der Preis für das Einzelheft von 4,00 DM auf 2,00 DM gesenkt. Die angegebene Auflage war inzwischen auf 10.000 Exemplare gesunken. Ab Jg. 1977 bis zur Einstellung Ende 1982 erschien KuK monatlich. Ab Nr. 9/1977 zierten Titelbilder die Zeitschrift, da der KBW inzwischen über zahlreiche Künstler verfügte. Mit Nr. 7/1978 löste Jürgen Klocke Joscha Schmierer als verantwortlichen Redakteur ab, seit 8/1978 gab es getrennte Seitenzählung pro Heft. Ab Jahrgang 1979 prangte der Titel der Zeitschrift nur noch kleingedruckt unter dem Namen des Zentralorgans Kommunistische Volkszeitung auf den reichlich bebilderten und mit einem roten Rand versehenen Umschlägen. KuK erschien jetzt im Illustriertenformat, vierspaltig mit verändertem Satzspiegel und kleinerer Schriftgröße, „wodurch die Lektüre jedes längeren theoretischen Artikels sofort zur Qual gemacht wurde“.
In KuK Nr. 6 (Juni) 1980 wurde die Einstellung der Zeitschrift laut Beschluss des ZK vom 25. Mai 1980 bekanntgegeben. Zukünftig sollte das theoretische Organ im Rahmen der KVZ auf nur zwei Seiten erscheinen. Nach Ausschaltung der ZK-Mehrheit, die wenig später den Bund Westdeutscher Kommunisten (BWK) gründete, wurde dieser Beschluss wieder aufgehoben und die folgende Ausgabe erschien als Doppelnummer 7–8/1980. In den Heften 9 (September) und 10 (Oktober) wurden Materialien zur Spaltung des KBW veröffentlicht. Mit dem ersten Heft des 9. Jahrgangs 1981 erschien Kommunismus und Klassenkampf im DIN-A5-Überformat, neuem Satzspiegel, Schrift in Normalgröße und einem Umfang von 88 bis 96 Seiten. weitere Neuerungen waren die Öffnung der Zeitschrift in Richtung Diskussionsorgan, in dem nicht nur die Meinung des KBW verbreitet wurde. Mit Nr. 2/1981 wurden die Namen der Redaktionsmitglieder genannt. Der Preis pro Heft wurde auf 4,00 DM (später 6,00 DM) erhöht, die Auflage sank auf 6.000 und wurde später nicht mehr angegeben. Ab Nr. 10 war sie „Theoretische Zeitschrift“ und ab Nr. 12 wurde sie von der „Bundesleitung des KBW“ herausgegeben.
Wegen der negativen Auflagenentwicklung und des personellen Niedergangs des KBW musste Kommunismus und Klassenkampf Ende 1982 eingestellt werden. Als Nachfolgezeitschrift gilt die Kommune.

## Inhalt
Als theoretisches Organ des Kommunistischen Bundes Westdeutschland veröffentlichte Kommunismus und Klassenkampf lange ausschließlich nur die politische Meinung dieser Organisation und seines Zentralen Komitees. Bei den Artikeln, die mit wenigen Ausnahmen von KBW-Funktionären zu verschiedenen Themen verfasst wurden, handelte es sich meistens um Auftragsarbeiten. Dieses änderte sich erst einige Zeit nach der Spaltung des KBW im Sommer 1980, als in KuK auch andere Meinungen veröffentlicht werden konnten.
In den letzten beiden Jahren ihres Erscheinens wurden einige früher geäußerte Einschätzungen revidiert, wozu außer der Politik der Partei auch die „sektiererische Haltung auf kulturellem Gebiet“ gehörte. In KuK wie in anderen KBW-Publikationen waren z. B. Bertolt Brecht, Heinrich Heine und Alfred Döblin exemplarisch abgeurteilt worden.

## Wirkung
Der bekannteste Artikel in KuK dürfte die Rezension des Buches von Daniel Cohn-Bendit Der grosse Basar in Nr. 6, September 1976, S. 286–288 unter dem Titel Cohn-Bendits Lob der Fäulnis von j.k. gewesen sein.